# Heart of Midlothian Football Club
Maillots
Actualités
Dernière mise à jour : 28 avril 2025.
Le Heart of Midlothian FC, souvent appelé "Hearts", est un club écossais de football fondé en 1874 et basé à Édimbourg. Il évolue en Scottish Premiership.
Hearts a remporté le championnat quatre fois, la coupe d'Écosse huit fois et la coupe de la ligue d'Écosse quatre fois. C'est l'un des deux principaux clubs de la ville, l'autre étant Hibernian.
En 1958, Heart of Midlothian est devenu la troisième équipe écossaise et la cinquième équipe britannique à participer à une compétition européenne. Le club a atteint les quarts de finale de la Coupe de l'UEFA 1988-89, perdant contre le Bayern Munich 2-1 sur l'ensemble des deux matchs.
Le 30 août 2021, le club est devenu le plus important club britannique intégralement possédé par ses propres supporters.

## Historique

### Fondation du club (1874-1914)
Hearts est l'unique club de la côte Est invité à joindre la Scottish Football League et son championnat à dix clubs à sa création en 1890. Parmi ces dix clubs fondateurs, Hearts est l'un des cinq à encore exister aujourd'hui.
Les premiers matches du club ont eu lieu à The Meadows.

### Période faste (1983-2012)
L'homme d'affaires russe Vladimir Romanov est l'actionnaire majoritaire du club de 2005 à 2013.

## Bilan sportif

### Palmarès
| Compétitions nationales | Autres compétitions mineures |
| - Championnat d'Écosse (4) : - Champion : 1895, 1897, 1958, 1960 - Vice-Champion : 1894, 1899, 1904, 1906, 1915, 1938, 1954, 1957, 1959, 1965, 1986, 1988, 1992, 2006 - Championnat d'Écosse de deuxième division (3) : - Champion : 1980, 2015 et 2021 - Vice-Champion : 1978, 1983 - Coupe d'Écosse (8) : - Vainqueur : 1891, 1896, 1901, 1906, 1956, 1998, 2006, 2012 - Finaliste : 1903, 1907, 1968, 1976, 1986, 1996, 2019, 2020, 2022 - Coupe de la Ligue écossaise (4) : - Vainqueur : 1955, 1959, 1960, 1963 - Finaliste : 1962, 1997, 2012 | - Football World Championship (1) : - Vainqueur : 1901-02 - Finaliste : 1895 - Texaco Cup (0) : - Finaliste : 1971 - Southern League Cup (0) : - Finaliste : 1940-41 - Inter City League (2) : - Champion : 1902, 1903 - Edinburgh League (2) : - Champion : 1895, 1896 - East of Scotland League (7) : - Champion : 1897, 1898, 1899, 1900, 1902, 1904, 1906 - Festival Cup (2) : - Vainqueur : 2003, 2004 - Wilson Cup (21) : - Vainqueur à 21 reprises - Tennents' Sixes (2) : - Vainqueur : 1985 et 1991 - Finaliste : 1987 |

### Bilan européen
Légende
- Victoire ou qualification pour le tour suivant
- Match nul
- Défaite ou élimination de la compétition

Note : dans les résultats ci-dessous, le score du club est toujours donné en premier.
| Saison    | Compétition                | Tour                | Club                     | Domicile | Extérieur | Total       |
| --------- | -------------------------- | ------------------- | ------------------------ | -------- | --------- | ----------- |
| 1958-1959 | Coupe des clubs champions  | Tour préliminaire   | Standard de Liège        | 2 - 1    | 1 - 5     | 3 - 6       |
| 1960-1961 | Coupe des clubs champions  | Tour préliminaire   | Benfica Lisbonne         | 1 - 2    | 0 - 3     | 1 - 5       |
| 1961-1962 | Coupe des villes de foires | Seizièmes de finale | Royale Union SG          | 2 - 0    | 3 - 1     | 5 - 1       |
| 1961-1962 | Coupe des villes de foires | Huitièmes de finale | Inter Milan              | 0 - 1    | 0 - 4     | 0 - 5       |
| 1963-1964 | Coupe des villes de foires | Seizièmes de finale | FC Lausanne–Sport        | 2 - 2    | 2 - 2     | 4 - 4 2 - 3 |
| 1965-1966 | Coupe des villes de foires | Seizièmes de finale | Vålerenga IF             | 1 - 0    | 3 - 1     | 4 - 1       |
| 1965-1966 | Coupe des villes de foires | Huitièmes de finale | Real Saragosse           | 3 - 3    | 2 - 2     | 5 - 5 0 - 1 |
| 1976-1977 | Coupe des coupes           | Seizièmes de finale | Lokomotive Leipzig       | 5 - 1    | 0 - 2     | 5 - 3       |
| 1976-1977 | Coupe des coupes           | Huitièmes de finale | Hambourg SV              | 1 - 4    | 2 - 4     | 3 - 8       |
| 1984-1985 | Coupe UEFA                 | 32es de finale      | Paris Saint-Germain      | 2 - 2    | 0 - 4     | 2 - 6       |
| 1986-1987 | Coupe UEFA                 | 32es de finale      | Dukla Prague             | 3 - 2    | 0 - 1     | 3 - 3E      |
| 1988-1989 | Coupe UEFA                 | 32es de finale      | St. Patrick's Athletic   | 2 - 0    | 2 - 0     | 4 - 0       |
| 1988-1989 | Coupe UEFA                 | Seizièmes de finale | Austria Vienne           | 0 - 0    | 1 - 0     | 1 - 0       |
| 1988-1989 | Coupe UEFA                 | Huitièmes de finale | Velež Mostar             | 3 - 0    | 1 - 2     | 4 - 2       |
| 1988-1989 | Coupe UEFA                 | Quarts de finale    | Bayern Munich            | 1 - 0    | 0 - 2     | 1 - 2       |
| 1990-1991 | Coupe UEFA                 | 32es de finale      | Dniepr Dniepropetrovsk   | 3 - 1    | 1 - 1     | 4 - 2       |
| 1990-1991 | Coupe UEFA                 | Seizièmes de finale | Bologne FC               | 3 - 1    | 0 - 3     | 3 - 4       |
| 1992-1993 | Coupe UEFA                 | 32es de finale      | Slavia Prague            | 4 - 2    | 0 - 1     | 4 - 3       |
| 1992-1993 | Coupe UEFA                 | Seizièmes de finale | Standard de Liège        | 0 - 1    | 0 - 1     | 0 - 2       |
| 1993-1994 | Coupe UEFA                 | 32es de finale      | Atlético Madrid          | 2 - 1    | 0 - 3     | 2 - 4       |
| 1996-1997 | Coupe des coupes           | Tour préliminaire   | Étoile rouge de Belgrade | 1 - 1    | 0 - 0     | 1 - 1E      |
| 1997-1998 | Ligue des champions        | 64es de finale      | Sporting Braga           | 3 - 1    | 2 - 2     | 5 - 3       |
| 1997-1998 | Ligue des champions        | Groupe A            | Schalke 04               | 0 - 1    | N/A       | Cinquième   |
| 1997-1998 | Ligue des champions        | Groupe A            | Feyenoord Rotterdam      | N/A      | 5 - 3     | Cinquième   |
| 1997-1998 | Ligue des champions        | Groupe A            | Ferencváros TC           | 0 - 1    | N/A       | Cinquième   |
| 1997-1998 | Ligue des champions        | Groupe A            | FC Bâle                  | N/A      | 2 - 1     | Cinquième   |
| 1998-1999 | Coupe des coupes           | Tour préliminaire   | Lantana Tallinn          | 5 - 0    | 1 - 0     | 6 - 0       |
| 1998-1999 | Coupe des coupes           | Seizièmes de finale | Real Majorque            | 0 - 1    | 1 - 1     | 1 - 2       |
| 2000-2001 | Coupe UEFA                 | Tour préliminaire   | ÍBV Vestmannaeyjar       | 3 - 0    | 2 - 0     | 5 - 0       |
| 2000-2001 | Coupe UEFA                 | 64es de finale      | VfB Stuttgart            | 3 - 2    | 0 - 1     | 3 - 3E      |
| 2003-2004 | Coupe UEFA                 | 64es de finale      | Željezničar Sarajevo     | 2 - 0    | 0 - 0     | 2 - 0       |
| 2003-2004 | Coupe UEFA                 | 32es de finale      | Girondins de Bordeaux    | 0 - 2    | 1 - 0     | 1 - 2       |
| 2006-2007 | Ligue des champions        | Deuxième tour Q     | Široki Brijeg            | 3 - 0    | 0 - 0     | 3 - 0       |
| 2006-2007 | Ligue des champions        | Troisième tour Q    | AEK Athènes              | 1 - 2    | 0 - 3     | 1 - 5       |
| 2006-2007 | Coupe UEFA                 | 64es de finale      | Sparta Prague            | 0 - 2    | 0 - 0     | 0 - 2       |
| 2009-2010 | Ligue Europa               | Barrages Q          | Dinamo Zagreb            | 2 - 0    | 0 - 4     | 2 - 4       |
| 2011-2012 | Ligue Europa               | Troisième tour Q    | Paksi SE                 | 4 - 1    | 1 - 1     | 5 - 2       |
| 2011-2012 | Ligue Europa               | Barrages Q          | Tottenham Hotspur        | 0 - 5    | 0 - 0     | 0 - 5       |
| 2012-2013 | Ligue Europa               | Barrages Q          | Liverpool FC             | 0 - 1    | 1 - 1     | 1 - 2       |
| 2016-2017 | Ligue Europa               | Troisième tour Q    | Infonet Tallinn          | 2 - 1    | 4 - 2     | 6 - 3       |
| 2016-2017 | Ligue Europa               | Barrages Q          | Birkirkara FC            | 1 - 2    | 0 - 0     | 1 - 2       |
| 2022-2023 | Ligue Europa               | Barrages Q          | FC Zurich                | 1 - 2    | 0 - 1     | 1 - 3       |
| 2022-2023 | Ligue Europa Conférence    | Groupe A            | ACF Fiorentina           | 0 - 3    | 1 - 5     | Troisième   |
| 2022-2023 | Ligue Europa Conférence    | Groupe A            | İstanbul Başakşehir      | 0 - 4    | 1 - 3     | Troisième   |
| 2022-2023 | Ligue Europa Conférence    | Groupe A            | FK RFS                   | 2 - 1    | 2 - 0     | Troisième   |
| 2023-2024 | Ligue Europa Conférence    | Troisième tour Q    | Rosenborg BK             | 3 - 1    | 1 - 2     | 4 - 3       |
| 2023-2024 | Ligue Europa Conférence    | Barrages Q          | PAOK Salonique           | 1 - 2    | 0 - 4     | 1 - 6       |
| 2024-2025 | Ligue Europa               | Barrages Q          | Viktoria Plzeň           | 0 - 1    | 0 - 1     | 0 - 2       |
| 2024-2025 | Ligue Conférence           | Phase de ligue      | Dinamo Minsk             | N/A      | 1 - 2     | 25e         |
| 2024-2025 | Ligue Conférence           | Phase de ligue      | Omónia Nicosie           | 2 - 0    | N/A       | 25e         |
| 2024-2025 | Ligue Conférence           | Phase de ligue      | FC Heidenheim            | 0 - 2    | N/A       | 25e         |
| 2024-2025 | Ligue Conférence           | Phase de ligue      | Cercle Bruges            | N/A      | 0 - 2     | 25e         |
| 2024-2025 | Ligue Conférence           | Phase de ligue      | FC Copenhague            | N/A      | 0 - 2     | 25e         |
| 2024-2025 | Ligue Conférence           | Phase de ligue      | Petrocub Hîncești        | 2 - 2    | N/A       | 25e         |

1. 1 2  Match d'appui.

## Culture

### Rivalités
Le club de Heart of Midlothian entretient une rivalité historique avec l'autre club d'Édimbourg, Hibernian.

## Couleurs
Le maillot et le pantalon des Hearts étaient à l'origine entièrement blancs, avec des garnitures bordeaux et un cœur cousu sur la poitrine.
Les couleurs prédominantes du club sont le marron et le blanc .
L'insigne du club est un cœur, reprenant la mosaïque Heart of Midlothian sur le Royal Mile. La tradition veut que l'on crache sur la mosaïque en passant devant, en souvenir de l'époque où la prison de la ville se trouvait là.
Pour la saison 2014-2015, le club a choisi de commémorer les 100 ans de la levée des volontaires du bataillon McCrae en adoptant non seulement une tenue commémorative, composée d'un maillot marron, d'un short blanc et de chaussettes noires, mais aussi un badge commémoratif. Le club a choisi de ne pas avoir de sponsor sur le maillot à domicile en signe de respect envers ceux qui ont rejoint le régiment.

## Stades
Le club a évolué à The Meadows, à Powderhall et à Powburn avant de s'installer dans l'ouest d'Edinburgh en 1881. Il s'installe en 1886 dans son stade actuel, Tynecastle Stadium. En 2017, Heart joue des matchs au Murrayfield Stadium, pour cause de travaux afin d'augmenter la capacité de Tynecastle à 20 099 spectateurs

## Joueurs et personnalités du club

### Entraîneurs
- 1901-1903 :  Peter Fairley
- 1903-1908 :  William Waugh
- 1908-1909 :  James McGhee
- 1910-1919 :  John McCartney
- 1919-1935 :  William McCartney
- 1935-1937 :  David Pratt
- 1937-1940 :  Frank Moss
- 1941-1951 :  David McLean
- 1951-1966 :  Tommy Walker
- 1966-1970 :  John Harvey
- 1970-1974 :  Bobby Seith
- 1974-1977 :  John Hagart
- 1977-1980 :  Willie Ormond
- 1980-1981 :  Bobby Moncur
- 1981 :  Tony Ford
- 1982-1986 :  Alex MacDonald
- 1986-1988 :  Sandy Jardine & Alex MacDonald
- 1988-1990 :  Alex MacDonald
- 1990-1993 :  Joe Jordan
- 1993-1994 :  Sandy Clark (en)
- 1994-1995 :  Tommy McLean
- 1995-2000 :  Jim Jefferies (en)
- 2000-2004 :  Craig Levein
- 2004-2005 :  John Robertson
- 2005 :   George Burley
- 2005 :  John McGlynn (intérim)
- 2005-2006 :  Graham Rix
- 2006-oct. 2006 :  Valdas Ivanauskas
- oct. 2006-2007 :  Edouard Malofeiev
- 2007-2008 :  Anatoliy Korobochka
- 2008- :  Stevie Frail
- 2008-2010 :  Csaba László
- 2010-2011 :  Jim Jefferies (en)
- 2011-2012 :  Paulo Sérgio
- 2012- 28 fév. 2013 :  John McGlynn
- 2013-2014 :  Gary Locke
- 2014- 2 déc. 2016  :  Robbie Neilson
- 5 déc. 2016 - 2017 :  Ian Cathro (en)
- 2017-oct. 2019 :  Craig Levein
- déc. 2019-2020 :  Daniel Stendel
- 2020-avr. 2023 :  Robbie Neilson
- depuis juin 2023 :  Frankie McAvoy[6]

### Joueurs

#### Hall of Fame
Heart of Midlothian a inauguré son Hall of Fame en 2006. Sont répertoriés en tant que membres :
- Alan Anderson
- Barney Battles, Jr.
- Willie Bauld
- Drew Busby
- John Colquhoun
- Alfie Conn
- Ian Crawford
- Jim Cruickshank
- John Cumming
- Donald Ford
- Freddie Glidden
- Craig Gordon
- Paul Hartley
- Sandy Jardine
- Jim Jefferies
- Walter Kidd
- Craig Levein
- Alex MacDonald
- Dave Mackay
- Gary Mackay
- Gordon Marshall
- Steven Pressley
- Tom Purdie
- John Robertson
- Henry Smith
- Bobby Walker
- Tommy Walker
- Jimmy Wardhaugh
- Jock White
- Alex Young